# Ptychamalia cumana
Ptychamalia cumana är en fjärilsart som beskrevs av William Schaus 1901. Ptychamalia cumana ingår i släktet Ptychamalia och familjen mätare. Inga underarter finns listade.